# Luneburgo (distrito)
Luneburgo (em alemão: Lüneburg) é um distrito (kreis ou landkreis) da Alemanha localizado no estado de Baixa Saxônia.

## Cidades e municípios
|                                                                       | | | |
| Cidades                                                               | Samtgemeinden (associações municipais) | Samtgemeinden (associações municipais) | Samtgemeinden (associações municipais) |
| 1. Bleckede 2. Luneburgo Municípios livres 1. Adendorf 2. Amt Neuhaus | - 1. Amelinghausen 1. Amelinghausen¹ 2. Betzendorf 3. Oldendorf (Luhe) 4. Rehlingen 5. Soderstorf - 2. Bardowick 1. Bardowick¹ 2. Barum 3. Handorf 4. Mechtersen 5. Radbruch 6. Vögelsen 7. Wittorf | - 3. Dahlenburg 1. Boitze 2. Dahlem 3. Dahlenburg¹ 4. Nahrendorf 5. Tosterglope - 4. Gellersen 1. Kirchgellersen 2. Reppenstedt¹ 3. Südergellersen 4. Westergellersen - 5. Ilmenau 1. Barnstedt 2. Deutsch Evern 3. Embsen 4. Melbeck¹ | - 6. Ostheide 1. Barendorf¹ 2. Neetze 3. Reinstorf 4. Thomasburg 5. Vastorf 6. Wendisch Evern - 7. Scharnebeck 1. Artlenburg 2. Brietlingen 3. Echem 4. Hittbergen 5. Hohnstorf 6. Lüdersburg 7. Rullstorf 8. Scharnebeck¹ |
|                                                                       | ¹sede do Samtgemeinde | | |